# Roosevelt, Quận Taylor, Wisconsin
Roosevelt là một thị trấn thuộc quận Taylor, tiểu bang Wisconsin, Hoa Kỳ. Năm 2010, dân số của thị trấn này là 462 người.